# Elena Epuran
Elena Epuran (n. 15 noiembrie 1931) este o schioare alpină din România, care a participat la Jocurile Olimpice de iarnă din 1956, care s-au desfășurat în Italia, la Cortina d'Ampezzo.
Sportiva română a participat la trei probe, la acea olimpiadă de iarnă.